# Susumu Fujita
Susumu Fujita (藤田 進, Fujita Susumu, 8 de janeiro de 1912 — 23 de março de 1991) foi um ator japonês que protagonizou o primeiro filme de Akira Kurosawa, Sugata Sanshiro. Também apareceu em dois outros filmes de Kurosawa, Tora no o wo fumu otokotachi (no papel do magistrado Togasho, responsável por um posto de fiscalização de fronteira) e Kakushi toride no san akunin, como General Tadokoro. Também apareceu em filmes de outros diretores japoneses, como Mosura tai Gojira, de Ishirô Honda, e muitos outros.